# 中華文明探源プロジェクト
- 中華文明探源工程
- 中華文明探源プロジェクト

中華文明探源プロジェクト（中国語: 中華文明探源工程）は、夏商周年表プロジェクトの後継プロジェクトであり、また中国政府による大規模非専科古代史研究の一環でもある。主な目的は中国文明のルーツを明らかにすることである。研究は2002年の中華人民共和国の第十次五カ年計画に組み入れられ、2004年夏に「中華文明探源工程」として正式に始められ、2018年に最終発表がなされた。

## プロジェクト以前
伝説上の中国史では炎帝・黄帝の二帝が中国における文明の発端とされ、5000年の歴史の長さを誇るとされる。しかし書物の上での炎帝や黄帝、舜や禹についての記述には神話的色彩が強く、本来の歴史そのものであるとは言い難い。更に、未だ存在が確定していない夏王朝を除くと、3500年分の歴史しか確定していない。しかし、1920年代からの中国考古学の発展、特に初期中国文明の研究により大量の資料が見つかり、1980年代からは様々な傍証が見つかったことから、学者らの間では夏王朝が存在したと確信されるようになったため、三皇五帝の伝説においても一部は当時の社会発展状況を示していたと考えられた。第九次五カ年計画の夏商周年表プロジェクトでは、自然科学と人文科学の面における共同研究が中国政府の名の下に行われ、人文社会科学の研究におけるよい模範となった。そのため、探源プロジェクトの目的は、夏商周年表プロジェクトよりも前の中国文明の起源を探すことであるとされ、2018年まで研究がなされた。

## プロジェクトの経過
プロジェクトが正式に始まる前の2002年から2003年にかけて、先駆けにあたる研究がなされた。考古学者により、紀元前3000年から紀元前2000年の五帝の時期について、中原地区が研究された。2004年から2005年のプロジェクトⅠ期では、五帝の時代から殷の初期までの紀元前2500年から紀元前1500年までの中原地区が研究された。2006年から2008年のプロジェクトⅡ期には、範囲を広げて紀元前3500年から紀元前1500年について、黄河流域から長江中·下流域、西遼地区の研究がなされた。更に2009年から2012年のプロジェクトⅢ期、2013年から2015年のプロジェクトⅣ期、の2期を経て、2018年5月、プロジェクト全体の成果が発表された。

## 研究結果

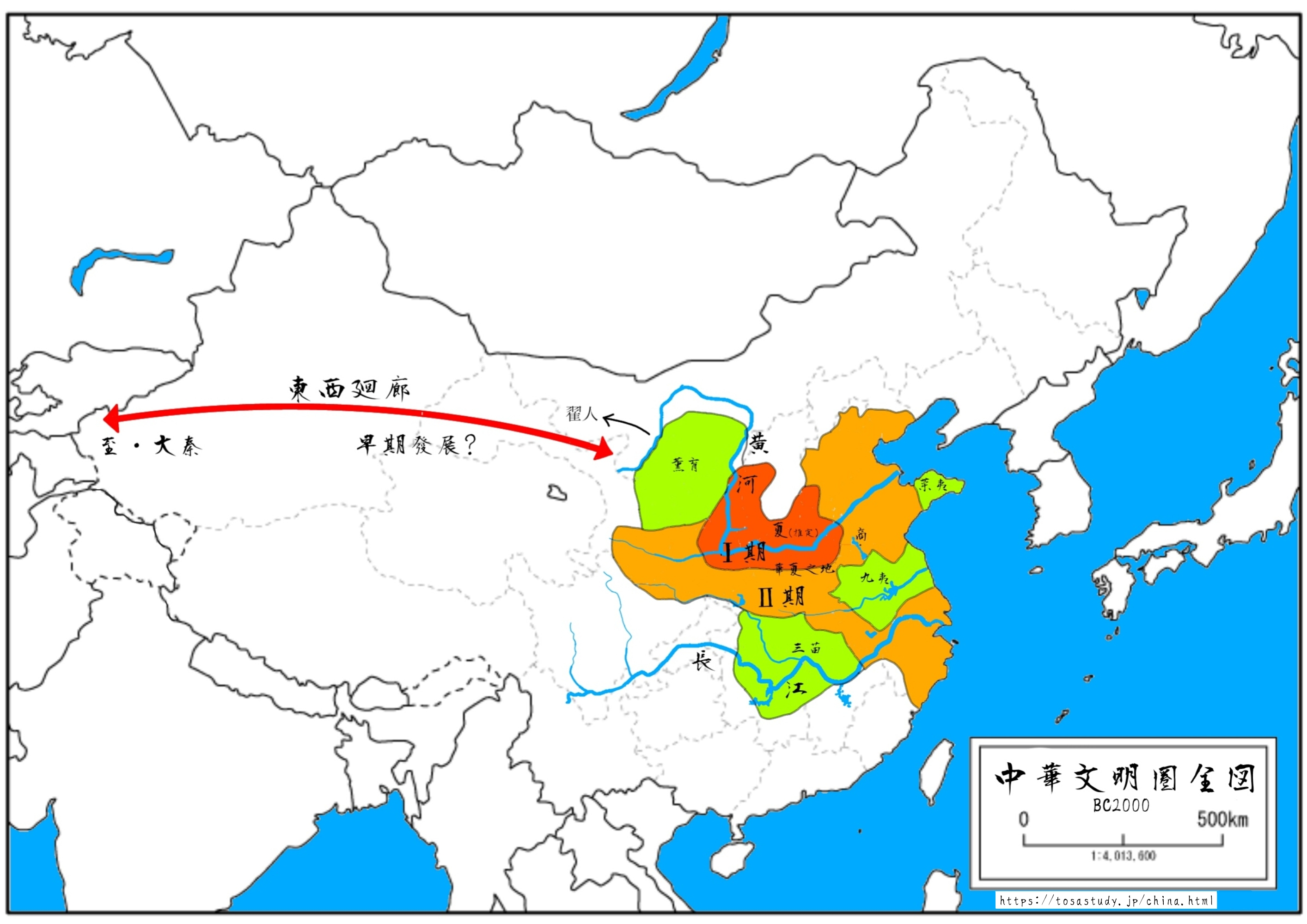
ルーツプロジェクトによる研究対象

2018年5月28日午前，新華社通信は「中華文明探源工程」の研究成果を報道した。期間中には浙江良渚、山西陶寺、陝西石峁などの多くの遺跡において大規模な発掘が行われ、豊富な考古資料を以て中国5000年の文明史を明らかにしたと報じられた。探源プロジェクトでは、5800年程前の黄河·長江の中·下流域や西遼地域などに文明が出現し、5300年程前に中国文明は中国大陸全土に広がり発展し、3800年程前には中原地域に成熟した文明が形成され、周囲の文化に対する影響力を持ち、中国文明がその他の文化をリードするようになった。また探源プロジェクトは、中国文明が一様でなく多元的なものであること、「多様で並立可能な集まり」（中国語: 多元一體、兼容並蓄、綿延不斷）であるという特徴を持つことを示した。外部からの影響について探源プロジェクトは、西アジアや中央アジアの小麦栽培技術や青銅器精錬技術が徐々に中国文明に溶け込み、中国文明内部において改良されていったことに挙げられるように、中国文明が独自に文明を発展させたのではなく、外部からの影響を吸収しつつ改良したのであると指摘した。探源プロジェクトは、中国文明は黄河流域のみならず長江流域や西遼に至るまでの大きな共同体となり、他の古代文明に匹敵する程となったとする。5800年前、黄河流域や長江流域、西遼地域の原始社会が加速度的に発展し始めた。以前は中国文明のルーツを3800年前までしか辿ることができなかったが、探源プロジェクトは更に2000年遡って文献中でのこの時期の「天下万国」という言い回しによると考え、探源プロジェクトは時代区分における「古国時代」という区分を作ることで、中国文明の発展における最初の大きな段階とした。この時代のルーツの研究における「中国文明の多元一体化」は歴史の流れの為すものであり、夏殷周の三代が、中国という多民族国家を形成する遠因となったと結論づけた。

## 集団学習
中華文明探源プロジェクトは、習近平によって集団学習が行われている。このため、Cho Bup-Jong（朝鮮語: 조법종）は批判している。